# Groitzsch (Klipphausen)

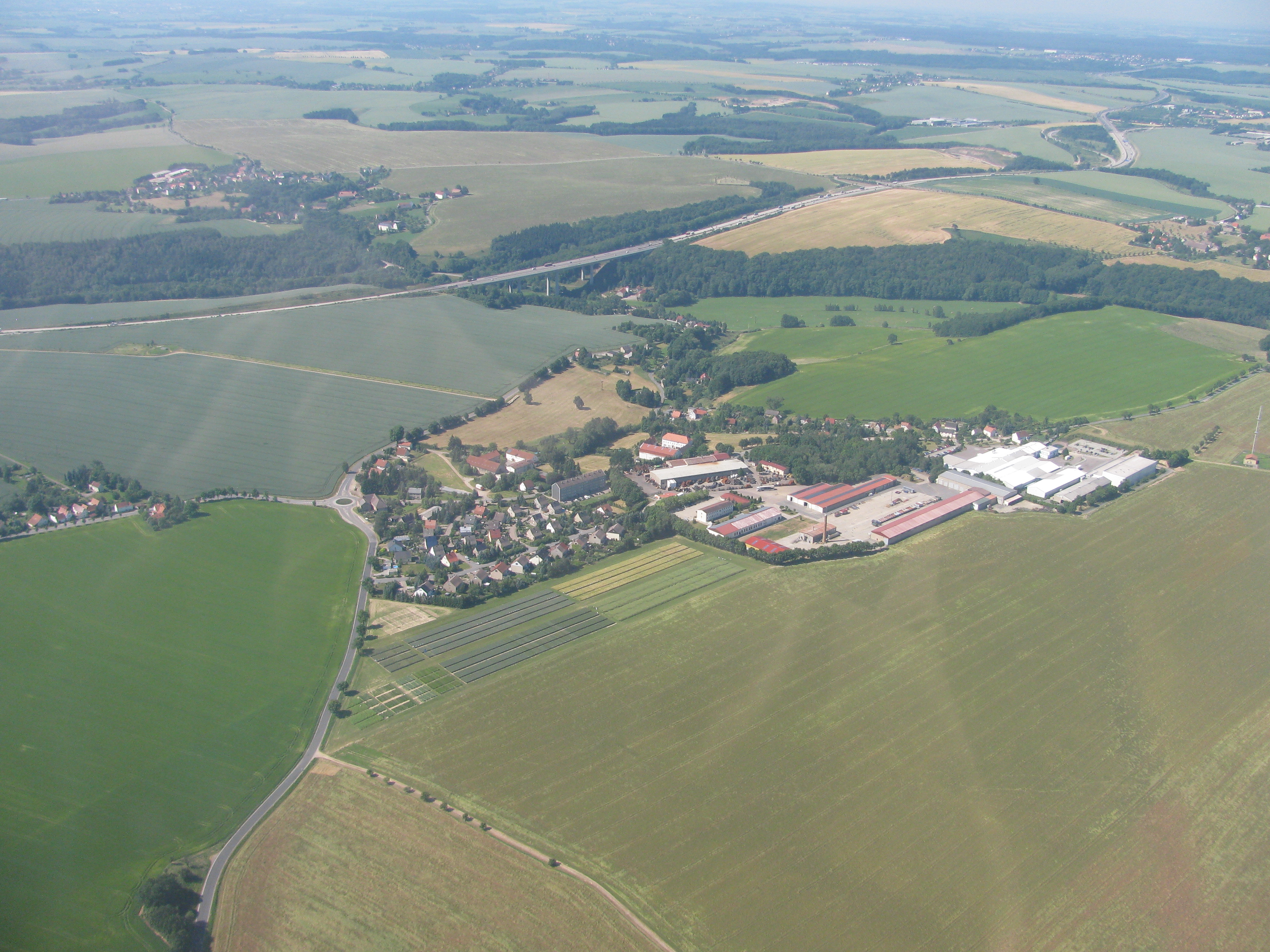
Groitzsch und Perne (Vordergrund) aus der Vogelperspektive

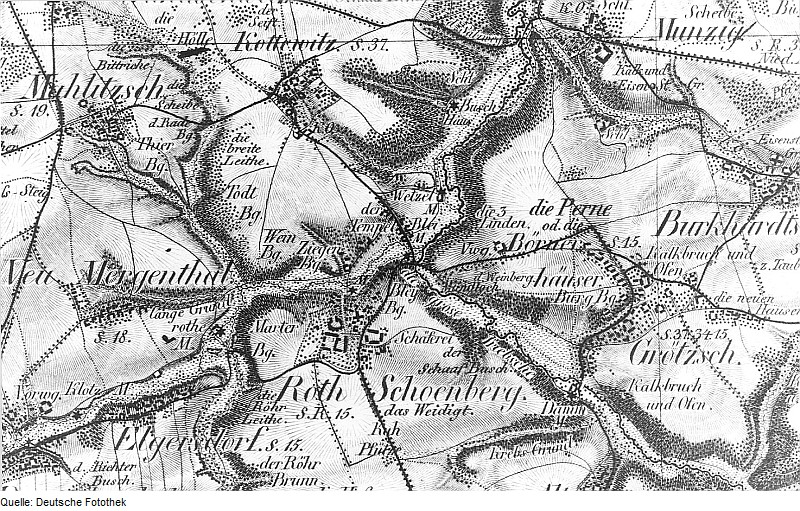
„Grötzsch“ auf einer Karte aus dem 19. Jahrhundert

Groitzsch ist ein Ortsteil der Gemeinde Klipphausen im Landkreis Meißen, Sachsen. 

## Geographie
Groitzsch liegt im Meißner Hochland zwischen Wilsdruff, Nossen und Meißen. Das Dorf ist umgeben von den anderen zu Klipphausen gehörenden Ortsteilen Tanneberg im Süden, Perne in der Gemarkung Rothschönberg im Westen, Munzig im Norden, Burkhardswalde im Nordosten sowie Schmiedewalde im Osten.
In Groitzsch beginnt ein kleiner Bach, der als rechter Zufluss der Triebisch zustrebt. Im Ort wurde Kalk abgebaut; ein geflutetes Restloch blieb als geologischer Aufschluss des Kalks und der Hornblende erhalten. Durch den Süden der Groitzscher Flur verläuft in Ost-West-Richtung die Bundesautobahn 4. Seit der 1999 vollzogenen Trassenverlegung Triebischtäler führt die Autobahn nicht mehr durch das Tanneberger Loch, sondern etwas näher an Groitzsch vorbei. Der Ortskern des Waldhufendorfs liegt entlang der Rothschönberger Straße. An den ÖPNV ist Groitzsch durch die Buslinien 413 und 414 der Verkehrsgesellschaft Meißen angebunden.

## Geschichte
Erstmals erwähnt wurde das Dorf 1334 als „Greuchs“. Der Name leitet sich wahrscheinlich vom altsorbischen Wort für „Burg“ ab und ähnelt damit in seinem Ursprung dem nahen Dresdner Ortsteil Roitzsch. Im Lauf der Jahrhunderte wandelte sich der Ortsname unter anderem über die Stationen „Groyczsch“, „Groucz“, „Grotsch“ und „Groetschen“ hin zur heutigen Schreibweise, die 1551 belegt ist. Zur Unterscheidung von zwei namensgleichen Orten in Sachsen lautete der Ortsname 1875 vollständig „Groitzsch b. Wilsdruff“. 
Am Ortsrand finden sich über dem Triebischtal Spuren einer slawischen Ringwallanlage. Um das Dorf, dessen Bewohner sich ihr Einkommen in der Landwirtschaft verdienten, erstreckte sich eine 151 Hektar große Waldhufenflur mit Anteilen einer Block- und Streifenflur. Eingepfarrt war und ist Groitzsch nach Tanneberg. In die Grundherrschaft teilten sich die Besitzer der Rittergüter im nahen Rothschönberg und in Wunschwitz. Der Wunschwitzer Anteil unterstand 1696 nachweislich einem Rittergut, das sich in Groitzsch selbst befand und 1765 von Carl Wilhelm Benno von Heynitz erworben wurde.
Die Verwaltung des Ortes oblag jahrhundertelang dem Erbamt Meißen. Im Jahre 1856 gehörte Groitzsch zum Gerichtsamt Wilsdruff und kam danach zur Amtshauptmannschaft Meißen, aus der der gleichnamige Landkreis hervorging. Auf Grundlage der Landgemeindeordnung von 1838 erlangte Groitzsch Selbstständigkeit als Landgemeinde, verlor den Status als selbständige Gemeinde jedoch am 1. Juli 1950 durch Eingemeindung nach Burkhardswalde. Nach dessen Vereinigung mit Munzig war es seit dem 1. Januar 1973 Teil von Burkhardswalde-Munzig, das wiederum seit dem 1. März 1994 zu Triebischtal gehörte. Seit dem 1. Juli 2012 ist Groitzsch Teil der Gemeinde Klipphausen.
In Groitzsch gibt es zwei Kulturdenkmale (siehe Liste der Kulturdenkmale in Groitzsch).

### Einwohnerentwicklung
| Jahr | Einwohner                     |
| ---- | ----------------------------- |
| 1551 | 8 besessene Mann, 11 Inwohner |
| 1764 | 11 besessene Mann, 9 Häusler  |
| 1834 | 232                           |
| 1871 | 317                           |
| 1890 | 261                           |
| 1910 | 234                           |
| 1925 | 204                           |
| 1939 | 224                           |
| 1946 | 307                           |
| 1950 | siehe Burkhardswalde          |